# Farningham
Farningham es una parroquia civil y un pueblo del distrito de Sevenoaks, en el condado de Kent (Inglaterra).

## Geografía
Según la Oficina Nacional de Estadística británica, Farningham tiene una superficie de 9,65 km².

## Demografía
Según el censo de 2001, Farningham tenía 1289 habitantes (48,72% varones, 51,28% mujeres) y una densidad de población de 133,58 hab/km². El 17,53% eran menores de 16 años, el 75,33% tenían entre 16 y 74 y el 7,14% eran mayores de 74. La media de edad era de 41 años. Del total de habitantes con 16 o más años, el 23,14% estaban solteros, el 61,52% casados y el 15,33% divorciados o viudos.
El 93,95% de los habitantes eran originarios del Reino Unido. El resto de países europeos englobaban al 2,09% de la población, mientras que el 3,96% había nacido en cualquier otro lugar. Según su grupo étnico, el 97,91% eran blancos, el 0,54% mestizos, el 0,54% asiáticos, el 0,54% negros y el 0,47% chinos. El cristianismo era profesado por el 73,84%, el hinduismo por el 0,23% y el islam por el 0,31%, mientras que el 17,16% no eran religiosos y el 8,46% no marcaron ninguna opción en el censo.
656 habitantes eran económicamente activos, 636 de ellos (96,95%) empleados y 20 (3,05%) desempleados. Había 538 hogares con residentes, 10 vacíos y 3 eran alojamientos vacacionales o segundas residencias.